# James Lapine
James Elliot Lapine (Mansfield, 10 gennaio 1949) è un regista, sceneggiatore, librettista e drammaturgo statunitense, noto soprattutto per aver scritto e diretto diversi musical di successo a Broadway.

## Carrierra
È noto soprattutto per le sue collaborazioni con il compositore Stephen Sondheim, con cui ha scritto i musical Sunday in the Park with George (1983), Into the Woods (1987) e Passion (1994): tutti e tre gli valsero il Tony Award al miglior libretto di un musical e Sunday vinse il Premio Pulitzer per la Drammaturgia. Nel 2014 cura la sceneggiatura dell'adattamento cinematografico di Into the Woods.
Significativa è stata anche la collaborazione con il compositore William Finn, con cui ha scritto il musical Falsettos.

## Filmografia

### Regista
- Chopin amore mio (Impromptu) (1991)
- Cercasi superstar (Life with Mikey) (1993)
- Six by Sondheim - film TV (2013)

### Sceneggiatore
- Into the Woods, regia di Rob Marshall (2014)